# Prima battaglia di Luçon
La prima battaglia di Luçon è stata una battaglia della prima guerra di Vandea combattuta il 22 giugno 1793 a Luçon.

## La battaglia
Mentre il grosso dell'esercito vandeano preparava l'attacco di Nantes, Royrand, generale dell'esercito del centro tentò di lanciare un attacco per prendere Luçon. Dopo avere riunito 6 000 uomini a Chantonnay, Royrand attaccò la città il 28 giugno alle 5 del pomeriggio. Sandoz che difendeva la città, aveva spiegato le sue truppe sulla pianura dinanzi alla città ma, in inferiorità numerica, il centro ed il lato sinistro comandato dallo stesso Sandoz stesso si diedero alla fuga. In compenso, il capitano dei dragoni Boissière riuscì a resistere agli attacchi vandeani, mettendo i 500 uomini che gli restavano in una formazione a quadrato.
Ma i 150 soldati del vecchio reggimento di Provenza, che avevano disertato per seguire i vandeani, cambiarono nuovamente fazione schierandosi contro di loro, questo tradimento mandò in confusione l'esercito vandeano che si mise in fuga al tramonto inseguito dai repubblicani. La vittoria era repubblicana ma il generale Sandoz, che scappo prima dello scontro alla vista dell'esercito avversario, venne richiamato a Parigi per essere processato da un tribunale militare che però lo assolse.